# Szatt al-Arab
Szatt al-Arab (arab. ‏شط العرب‎, pers. ‏اَروَندرود‎ Arvand Rud) − rzeka w południowym Iraku, formująca się przez złączenie wód Eufratu i Tygrysu. Uchodzi do Zatoki Perskiej. Ma długość około 200 km, a w dolnym biegu wyznacza granicę między Irakiem i Iranem. Nad Szatt al-Arab położona jest Basra, główny port Iraku.
Prawa do żeglugi i roszczenia terytorialne do okolicznych terenów były jednym z oficjalnych powodów wojny iracko-irańskiej (1980–1988). Po zakończeniu wojny przywrócono status quo ante.